# 18-я общевойсковая армия
18-я общевойсковая армия (18-я ОА) — оперативное объединение Сухопутных войск Российской Федерации, входящим в состав Южного военного округа. Принимает участие в боевых действиях в Украине в составе группировки войск «Днепр» на территории Херсонской области.
По утверждениям британской разведки, создана Шойгу в 2023 году.
По утверждению офицера запаса 58-й ОА России Олега Марзоева, Россия сформировала 18-ю САА «на базе» 22-го армейского корпуса (АК) (формально Черноморского флота). Также предполагается, что 22-й АК и его составные элементы теперь подчиняются 18-й ОА. 18-я ОА является «одним из крупнейших воинских формирований» в составе российских вооруженных сил. Министерство обороны Великобритании подтвердило создание 18-й ОА 21 августа 2023 года и сообщило, что она была развернута на Херсонском направлении, чтобы высвободить другие более опытные подразделения, такие как силы ВДВ, для передислокации в западный сектор Запорожской области для защиты от украинских контрнаступательных операций.

## Состав
- управление
- 47-я мотострелковая дивизия
- 70-я мотострелковая дивизия
- 126-я отдельная гвардейская Горловская Краснознамённая, ордена Суворова бригада береговой обороны
- 144-я отдельная мотострелковая бригада
- 127-я отдельная разведывательная бригада
- 74-я артиллерийская бригада
- 8-й гвардейский артиллерийский полк
- 1096-й отдельный зенитный ракетный полк
- 4-й отдельный полк радиационной, химической и биологической защиты